# Ljubiša Jocić
Ljubiša Jocić (v srbské cyrilici Љубиша Јоцић, 19. června 1910, Ub, Srbsko - 2. března 1978, Bělehrad, SFRJ), byl srbský spisovatel, básník, novinář, režisér, spolupracovník bělehradských surrealistů. Do dějin srbské literatury se zapsal především jako experimentátor.
Studoval v sochařství v Paříži, kde se setkal jak s francouzskými, tak jugoslávskými surrealisty.
Jocić byl nonkonformista, a odmítl se proto oficiálně ztotožnit s pozicemi bělehradské surrealistické skupiny. To však neznamenalo, že by se s nimi čas od času nestýkal a především, že by nimi nebyl ovlivněn. Stejně jako srbští surrealisté, i Jocić se v 30. letech přiklonil na stranu sociálně laděné literatury. To se projevilo v jeho románu Polomljena kola, ve kterém se soustředil na život srbské vesnice během první světové války. V dalších ze svých románů se potom zabýval životem Dragy Mašínové, manželky Aleksandra Obrenoviće.
Natočil celkem patnáct krátkých filmů.
Během druhé světové války se připojil k partyzánskému hnutí. Předtím se jako prokomunisticky orientovaný levicový autor skrýval několik let před policejními složkami jugoslávského režimu v Bělehradě.
Po válce organizoval výstavy avantgardního malířství, a to jak ve Francii, tak v Jugoslávii.